# Johann von Clotten (Ritter)
Johann von Clotten (* vor 1325; † 1401 in Klotten) war ein deutscher Ritter, erzbischöflicher Amtmann und Burggraf in Cochem.

## Leben
Johann von Clotten war ein Sohn des Heinrich von Clotten und dessen Ehefrau Irmgard, einer Tochter des Winand von Rohre. Eine erste Erwähnung über ihn, gemeinsam mit seinem Vater und Gerlach von Braunshorn, findet sich in einem Fehdebrief vom 10. Mai 1349 gegen den Mainzer Erzbischof Heinrich von Virneburg. 1350 erscheint er als Burgmann der Grafen von Virneburg. Am 27. Mai 1363 wurde Johann von Clotten mit dem früher von Friedrich (Fritze) von Klotten besessenen und resignierten Lehen von sechs Malter Korn zu Bell durch den Trierer Erzbischof Kuno von Falkenstein belehnt.
In einer weiteren Urkunde vom 4. September 1367 wurde sein Vater als verstorben und er als dessen Nachfolger im Amt des Burggrafen zu Cochem genannt. Vom 26. August 1366 bis 1387 war Johann von Clotten Burggraf zu Cochem, ab 1371 Ritter und ab 1377 Amtmann zu Cochem. Im April des Jahres 1373 gehörte er gemeinsam mit Dietrich und Johann Boos von Waldeck zu den Miterben des adeligen Hauses zu Peschile bei Polch, das aus dem gemeinsamen Besitz des Heinrich von Clotten und des Heinrich von Peschile stammte.
Johann von Clotten nahm am 13. April 1388 als Amtmann und Burggraf zu Cochem für den erkrankten Kurfürsten und Erzbischof Kuno II. von Falkenstein das Eid- und Treuegelöbnis der Stadt Cochem entgegen und hielt dabei vor dem versammelten Adel, der Geistlichkeit und der Bürgerschaft eine Huldigungsrede.

## Familie

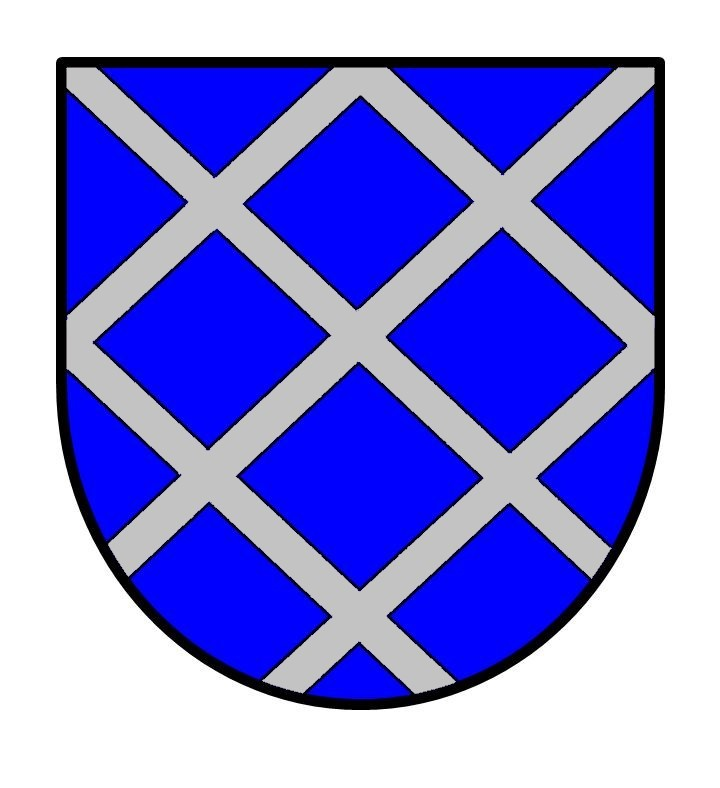
Wappen Johann von Clotten

Johann von Clotten war in erster Ehe seit 1355 mit Iliane, einer Tochter des Paul von Eich, Vogt zu Zissen und Herr zu Olbrück, verheiratet. Die Mitgift betrug 500 Goldgulden, wofür in Müllenbach Wiesen von Heinrich von Dadenberg erworben wurden. Eine Schwester von ihm war Alveradis von Clotten, sie hatte Rorich Waldbott (Walpode) von Ulmen geheiratet. Ein weiterer Bruder war Dietrich von Clotten. In zweiter Ehe heiratete er Jutta von Clotten, die eine Witwe des Cuno von Frankenstein (* um 1360; † um 1384) und Tochter des Diedrich Haust von Ulmen war. 
Von seinen drei Söhnen wurde Johann von Clotten Domherr in Trier, nachdem seine Verwandten am 25. Juli 1373 beim Erzbischof in Trier seine ritterliche Abkunft in einer Ahnenprobe bescheinigt hatten. Die beiden anderen Söhne Heinrich (* um 1350; † nach 1400) und Diederich wurden gemeinsam Burggrafen zu Cochem und Heinrich ab 1381 noch kurtrierischer Amtmann der Oberburg in Ulmen. Das Wappen besteht aus einem silbernen Schräggitter auf blauem Grund.